# Oxynoe olivacea
Oxynoe olivacea is een slakkensoort uit de familie van de Oxynoidae. De wetenschappelijke naam van de soort werd voor het eerst geldig gepubliceerd in 1814 door Constantine Samuel Rafinesque-Schmaltz.